# Tukulti-Ninurta Ier

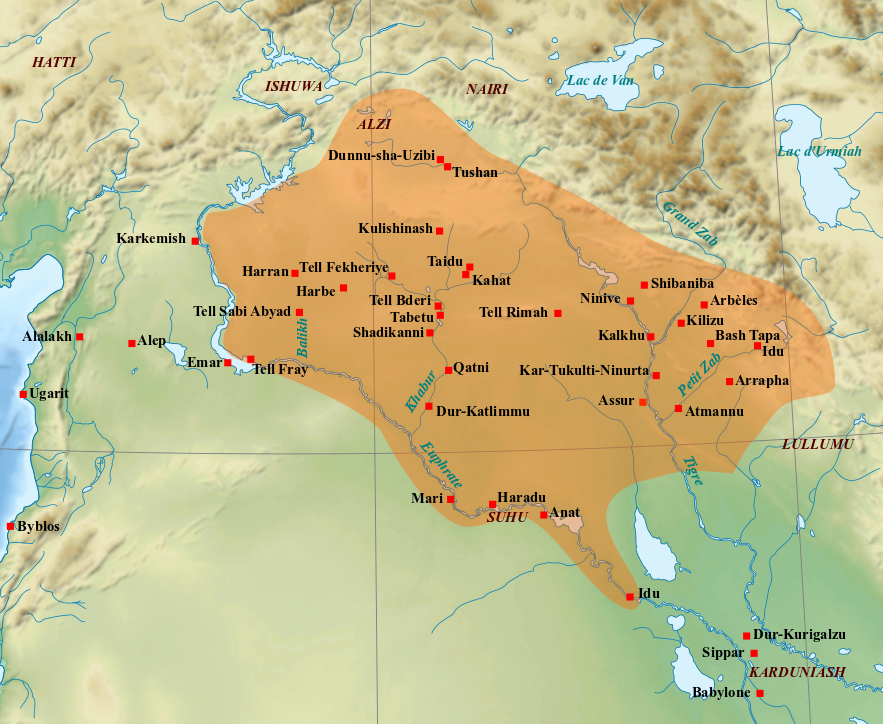
Extension approximative du royaume assyrien entre la fin du.

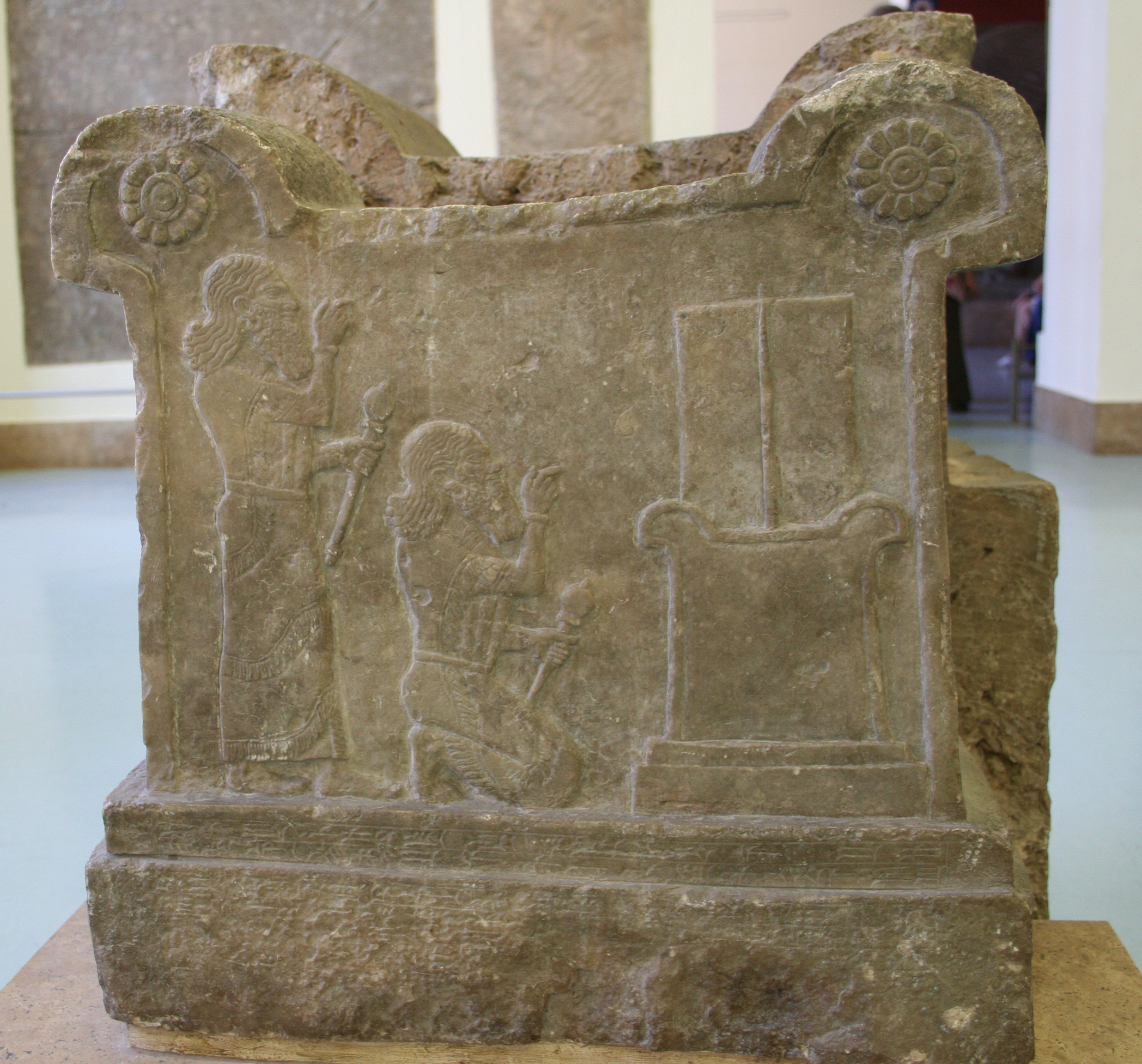
Autel en albâtre portant un bas-relief montrant Tukulti-Ninurta Ier en deux postures d'adoration (debout et à genou), trouvé Assur et conservé au Vorderasiatisches Museum (Musée de Pergame) de Berlin.

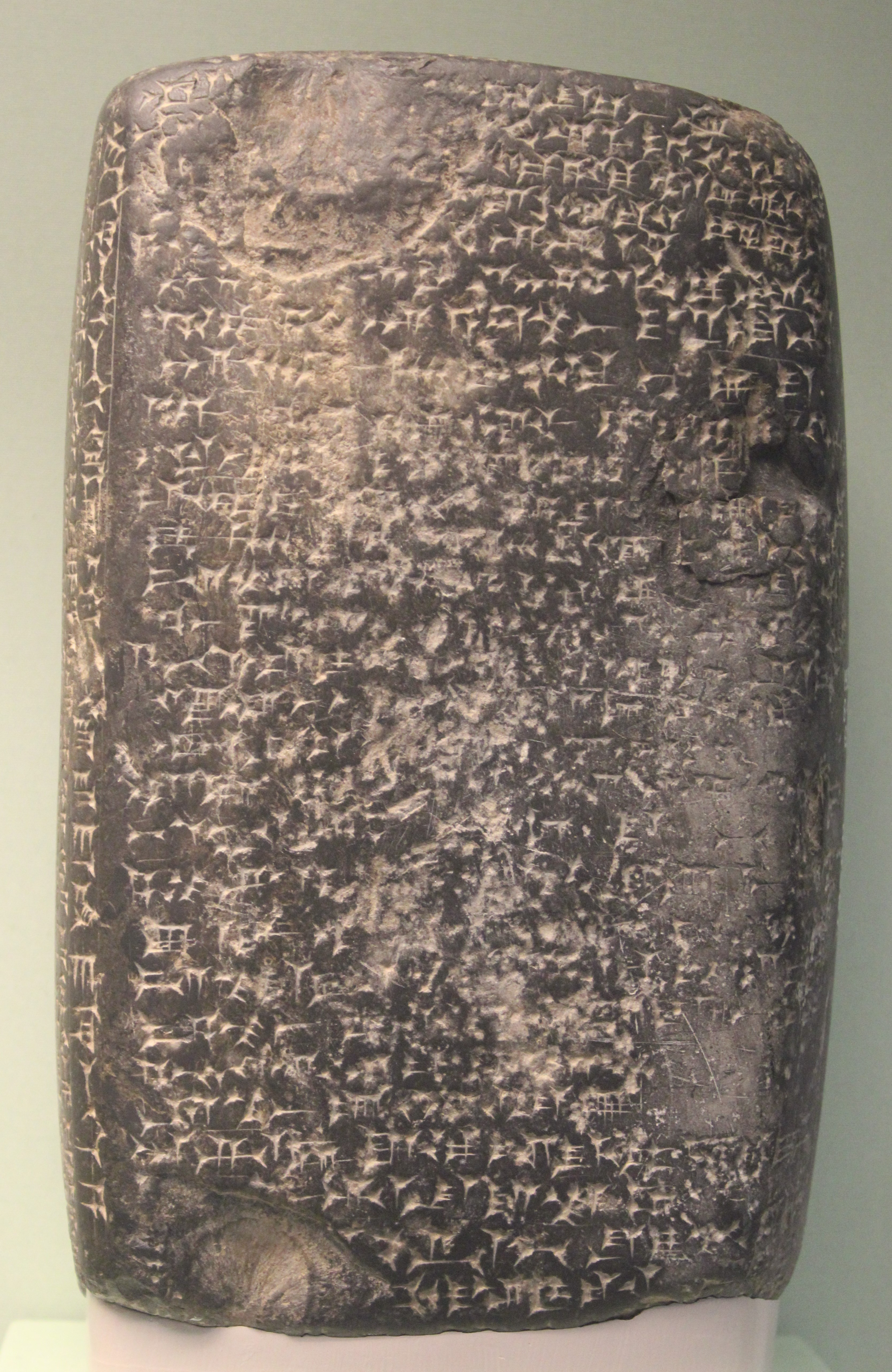
Inscription sur tablette en pierre commémorant la fondation de Kar-Tukulti-Ninurta. British Museum.

Tukulti-Ninurta Ier (c'est-à-dire « Ninurta est mon secours ») était un roi d'Assyrie de 1245 à 1208 ou 1233 à 1197 (Amélie Kuhrt).

## Régne
Le règne de Tukulti-Ninurta Ier est l'acte le plus flamboyant du XIIIe siècle assyrien, tant par ses succès que son issue dramatique, au point que ce souverain est souvent présenté comme le plus grand roi de la période médio-assyrienne ; en tout cas c'est le plus étudié. La situation ne s'arrange pas pour les Hittites, bien que le roi de ces derniers, Tudhaliya IV, écrive au nouveau roi assyrien pour le féliciter lorsqu'il monte sur le trône, ce qui constitue un progrès dans les relations entre les deux cours. Mais cela ne va pas plus loin, au contraire c'est probablement du début du règne de Tukulti-Ninurta qu'il faut dater la sévère défaite infligée par les troupes assyriennes aux Hittite à Nihriya ; elle est le fait d'un roi assyrien qui la rapporte dans une lettre adressée au roi d'Ugarit et retrouvée dans cette ville, vassale des Hittites, derrière lequel on voit généralement ce roi (mais pour certains ce serait Salmanazar). 
Les inscriptions de Tukulti-Ninurta ne sont pas vraiment prolixes sur ses affrontements avec les Hittites, mais elles évoquent tout de même leur défaite en Syrie et la déportation de 28 800 d'entre eux. Des brouillons de lettres adressées à la cour assyrienne par le roi hittite Tudhaliya IV et des missives de ce dernier à Ugarit indiquent clairement qu'il voit dans l'Assyrie une menace majeure, contre laquelle il tente d'imposer un blocus. 
Tukulti-Ninurta porte ensuite ses efforts au sud du Zab inférieur à l'est du Tigre, où il conquiert plusieurs territoires, apparemment sans susciter de réaction babylonienne dans un premier temps. Il revendique restituer à l'Assyrie des territoires qui lui reviennent en raison des accords passés avec les rois babyloniens. Puis survient le conflit entre les deux puissances, dont on suppose généralement qu'il s'agit d'une initiative de l'impétueux roi assyrien, qui en sort vainqueur. Il capture le roi ennemi Kashtiliash IV et l'emmène à Assur. Son triomphe et sa justification idéologique sont développés dans un document remarquable, surnommé l'« Épopée de Tukulti-Ninurta ». Le roi assyrien se proclame « roi de Sumer et d'Akkad », donc de la Babylonie, mais la souveraineté assyrienne ne s'y installe pas durablement. Cette campagne s'accompagne d'une conquête de la région du moyen Euphrate. 

« Adad le héros fait se déverser la tornade et le déluge sur leur combat […]. Derrière les dieux ses alliés, le roi, à la tête de son armée, se prépare à combattre. Il fait voler une flèche, la féroce, irrésistible, écrasante arme d’Assur. Il fait tomber quelqu’un, mort. Les guerriers d’Assur crient : « À la bataille ! ». Au moment où ils vont affronter la mort, ils lancent leur cri de guerre : « Ishtar, pitié ! » et louent la déesse dans le tumulte. Ils sont furieux,déchaînés. »

— L'affrontement romancé entre Assyriens et Babyloniens d'après l’Épopée de Tukulti-Ninurta.
La quête de gloire du roi assyrien se voit également dans ses travaux de restauration de temples à Assur, et surtout la fondation non loin de la capitale d'une nouvelle ville à son nom, Kar-Tukulti-Ninurta, c'est-à-dire « Port Tukulti-Ninurta ». 
Les victoires assyriennes n'assurent pas la paix au royaume, et au contraire tout semble indiquer que les troubles s'aggravent avec le temps. Dans la région du Khabur, la documentation administrative de l'époque indique qu'une menace pèse sur plusieurs centres administratifs assyriens, peut-être des attaques de groupes nomades. Surtout la situation de la Babylonie est particulièrement houleuse : selon ce qui peut être déduit de différentes sources, les Élamites y font une incursion, provoquant un changement de règne, et il semblerait que cela motive une nouvelle campagne assyrienne qui résulte en l'installation d'un nouveau roi babylonien, Adad-shuma-iddina, à peine trois ans (et autant de rois babyloniens) après la précédente. Tukulti-Ninurta semble alors être retourné personnellement en Babylonie, cette fois dans un but pacifique, pour faire des offrandes aux dieux babyloniens. La situation de cette région ne s'apaise pas, et une nouvelle campagne assyrienne y est menée, se soldant cette fois-ci par la prise de Babylone et la capture de la statue de son dieu Marduk, emportée en Assyrie.
Les Assyriens s'avèrent cependant incapables de consolider leur triomphe sur la Babylonie, qui est sans doute au-delà de leur capacité militaire. Celle-ci retrouve son indépendance avec Adad-shuma-usur, qui se présente comme un fils de Kashtiliash IV. Cette fois-ci l'Assyrie n'est plus en mesure de reprendre la région. 
Ce revers provoque peut-être une perte de confiance en l'autorité de Tukulti-Ninurta. En tout cas celui-ci est assassiné quelques années plus tard, après 37 années de règne. La Chronique P indique que l'acte a été commis dans son palais de Kar-Tukulti-Ninurta, et que le coupable est son fils Assur-nadin-apli, appuyé par des hauts dignitaires assyriens.

## Extraits de l'épopée de Tukulti-Ninurta[9]
L'épopée fait environ 800 lignes. Elle oppose le bon roi assyrien, qui respecte les dieux et les serments, au mauvais roi babylonien, qui a rompu son serment, dans une guerre juste, vue comme un véritable jugement des dieux. On peut comprendre ce texte comme une construction idéologique visant à s'emparer de la domination politique et culturelle sur la Mésopotamie : puisque le roi de Babylone n'a pas respecté les dieux, les dieux confient à l'Assyrie la charge de diriger le monde à sa place.
Après avoir mentionné la colère des dieux envers le roi de Babylone, l'épopée fait au contraire la louange des dieux et du roi assyrien :
« Écoutez sa louange ! (...) Je vais exalter [l'héroisme] du seigneur des pays, l'Enlil assyrien! Que soit contée son extrême toute-puissance [ ... ]! [Voyez] combien sont supérieures ses armes sur [celles de ses ennemis]! Je vais exalter la gloire d'Assur, roi [des dieux]. (...) Exaltée est son impétuosité : elle en[fume] l'impudent devant et derrière. Brûlante est son agressivité : elle consume le désobéissant à gauche et à droite. Terrorisante est sa radiance : elle submerge la totalité des ennemis. Tous les rois réunis des quatre points cardinaux sont tenus en respect (car) ils le craignent en tout. À son rugissement les montages tremblent comme s'il était Addu et toutes les parties (du monde) se rétractent à chaque levée de ses armes, comme s'il était Ninurta. Par le destin (fixé) par Nudimrnud, sa constitution physique est comptée comme chair des dieux. Par décret du seigneur des pays, sa "coulée" a été injectée dans la rigole de la matrice des dieux : (ainsi) lui-même est l'image éternelle d'Enlil, attentif à l'opinion des gens, conseil du Pays. Le seigneur des Pays le proclama à la tête des soldats comme son lieutenant et le loua de sa bouche même. Enlil, tel un père géniteur, l'a élevé après son fils premier-né ". Il est le précieux dans son clan et sur le champ de bataille une protection lui est toujours accordée. Jamais son combat n'a pu être égalé par nul de tous les rois, quel qu'il soit.
Prière du roi assyrien devant le dieu de la justice, lui permettant de justifier son combat : le roi babylonien n'a pas respecté ses promesses.
« Samas, seigneur [du ciel?], un serment par toi est important pour toi ; j'ai révéré ta grandeur, ce qui n'était pas permis je n'ai pas transgressé, devant ta face j'ai respecté ton décret. Lorsque nos pères ont établi un traité devant ta divinité, ils établirent entre eux un serment et invoquèrent ta grandeur. C'est toi le héros qui depuis toujours est le juge irremplaçable de nos pères. De plus, tu es le dieu qui voit dans ... et rétablit nos droits en justice ! Pourquoi, dès le début, le roi des Cassites a-t-il annulé (tout) dessein et décret de toi ? Il ne craint pas ton serment, il transgresse tes instructions, il a fomenté de mauvais coups, il a rendu énormes (?) ses crimes devant toi. Sarnas rends-moi donc justice! Et à celui qui n'a fait nul tort au roi des Cassites, donne satisfaction! Avec ta grande arme offre la victoire absolue à celui qui respecte le serment! Quant à celui qui ne respecte pas tes instructions, anéantis son peuple par une défaite dans le combat ! (...) Lorsque nous nous rencontrerons en combat, (...) juge entre nous ! Nous nous entreprendront en ce jour comme le juste prend son tribut au méchant. Il n'y aura pas de paix sans combat ! Viens à moi sur le champ de bataille, que nous puissions régler ensemble cette affaire ! Dans ce festival de combat, que celui qui a transgressé le serment ne se relève pas, qu'on jette son cadavre !"
Intervention des Assyriens en arme :
"Au (moindre) signe divin positif de ta seigneurie, nous avons marché en braves. Pendant ton règne aucun roi n'a pu tenir en face de toi.  (...) Seigneur ! Depuis le début de ton règne, le combat et les travaux nous sont une fête. La bataille est notre joie ... Sous ton pastorat bénéfique, nous sommes redevenus des hommes. Sous ton règne princier, aucun roi ne peut se mesurer à toi. De ton sceptre terrible tu régis le monde entier jusqu'aux quatre coins de l'horizon. Les rois connaissent ta valeur. Ils tremblent de se dresser contre toi. Allons, jette-toi sur le roi cassite, disperse ses forces avant qu'il ne s'attende à l'attaque ! Effraie les troupes qu'il a levées. Nous voulons marcher. Il vit celui qui va de l'avant. Il meurt celui qui reste en arrière !"
Le combat s'engage  :
Adad le héros fait se déverser la tornade et le déluge sur leur combat […]. Derrière les dieux ses alliés, le roi, à la tête de son armée, se prépare à combattre. Il fait voler une flèche, la féroce, irrésistible, écrasante arme d’Aššur. Il fait tomber quelqu’un, mort. Les guerriers d’Aššur crient : « À la bataille ! ». Au moment où ils vont affronter la mort, ils lancent leur cri de guerre : « Ištar, pitié ! » et louent la déesse dans le tumulte. Ils sont furieux, déchaînés (...). A l'avant-garde marche Assur qui déverse un feu destructeur sur l'ennemi ... Anu brandit l'arme divine, impitoyable pour le pécheur. Sin, le brillant dieu de la lune leur retire la force de lutter. Le dieu du soleil, Shamash, seigneur de la justice, a obscurci les yeux des troupes de Sumer et d'Akkad. Le guerrier Ninurta ... a brisé leurs armes. Ishtar a frappé les tambours et affolé leurs guerriers. (…). (Les guerriers assyriens) sont enflammés de rage. Comme le dieu de l'orage, ils attaquent avec furie. (…) Les hommes d'armes dansent de joie. (Les soldats) s'exclamant alors: "Assur est le guerrier!" affrontaient la mort. Ils scandaient (en cœur) "Istar! Ahulap !" et priaient la Reine dans la mêlée. Lions féroces, étranges par leur allure comme Anzu, ils fonçaient avec fureur dans la mêlée, sans cuirasses. Débarrassés de leurs cuirasses, ils s'étaient donné un accoutrement hors du commun. Ils s'étaient noué les cheveux (et) ... Ils jouaient avec des armes aiguisées, les féroces, les guerriers, les héros. Et (chacun) sifflait (pour exciter) l'autre et, comme dans l'attaque du lion, (leurs) yeux étaient furieux ! Et un chaos de particules de vent de sable tourbillonnait dans le combat. Et à la seule vue des guerriers, la mort avait son soûl comme un jour de grande soif. 
Se voyant perdu, le roi babylonien commence à négocier et reconnaît :
"Je n'ai pas écouté, j'ai négligé les paroles du héraut du roi d'Assyrie ... Je ne lui ai pas fait bon accueil. A présent les fautes de mon pays sont devenues énormes. Nombreux sont ses péchés. Un combat sans espoir m'a abattu. La mort me tient en ses liens." 
La fin du texte est en mauvais état. Les Assyriens remportent la victoire, le roi babylonien est puni par les dieux, le pays est pillé par les Assyriens qui rapportent un lourd tribut, en particulier le savoir permettant d'exercer le magistère moral sur la Mésopotamie :
« Des tablettes [...], de la sagesse scribale [...], des textes d'exorcisme [...], des prières pour apaiser les dieux [...], des textes divinatoires [...], les signes omineux du ciel et de la terre, des textes médicaux, des procédures pour soigner (litt. bander) [...], les registres de recrutement de ses ancêtres [...], les documents [...], des esclaves, surintendants, soldats [...]: pas un seul [texte] n'a été laissé dans le pays de Sumer et Akkad ! »  

## Réalisations
Parmi ses activités de bâtisseur figure la construction d'une nouvelle capitale, Kar-Tukulti-Ninurta, située sur le Tigre en face d'Assur, approvisionnée en eau par un canal. Il y élève un temple à Assur et s'y fait construire un palais.
La civilisation assyrienne de cette période est connue par des écrits très importants, comme le recueil des Lois assyriennes, conservé sur plusieurs tablettes. L'une d'elles est en particulier consacrée au statut des femmes et de leurs biens. On possède également une compilation de décrets royaux qui nous donne une idée très précise de la vie à la cour et du harem royal. On y trouve aussi décrit le rituel du couronnement qui définit le Dieu Assur comme le véritable Roi, le souverain étant chargé sur terre de le servir, d'agrandir et d'enrichir le royaume. Dans cet empire la langue assyrienne remplace les dialectes hourrites.